# Левассёр, Этьен
Этьен Левассёр (фр. Étienne Levasseur; 1721 — 8 декабря 1798, Париж) — французский мастер-краснодеревщик и проектировщик мебели периода неоклассицизма, или cтиля Людовика XVI.

## Биография
Этьен Левассёр родился в 1721 году. Поработав у одного из сыновей знаменитого А.- Ш. Буля, он поселился в качестве привилегированного рабочего на улице Фобур-Сент-Антуан. 2 апреля 1767 года он получил квалификацию мастера-краснодеревщика (maître-ébéniste). Все его известные работы выполнены в неоклассическом стиле, как по форме, так и по декору. Левассер также использовал маркетри (деревянную мозаику из шпона дорогих пород) и технику «буль» (углублённую интарсию с сочетанием контрастных материалов).
Под руководством торговца-коммерсанта Клода-Франсуа Жюльо он создал такие шедевры мебельного искусства, как секретер графа Люка с декором «буль» из латуни и черепахового панциря (Виндзорский замок, Беркс, Королевское графство) и комод для графа Артуа (Версальский замок).
Он воссоздавал предметы мебели по проектам Андре-Шарля Буля и изготовил несколько в том же стиле, некоторые по проектам краснодеревщика Александра-Жана Оппенора (1639—1715). В поздний период творчества Этьен Левассёр создавал «образцы мебели из красного дерева с минимумом декора, предвосхищая тем самым стиль ампир».

## Галерея

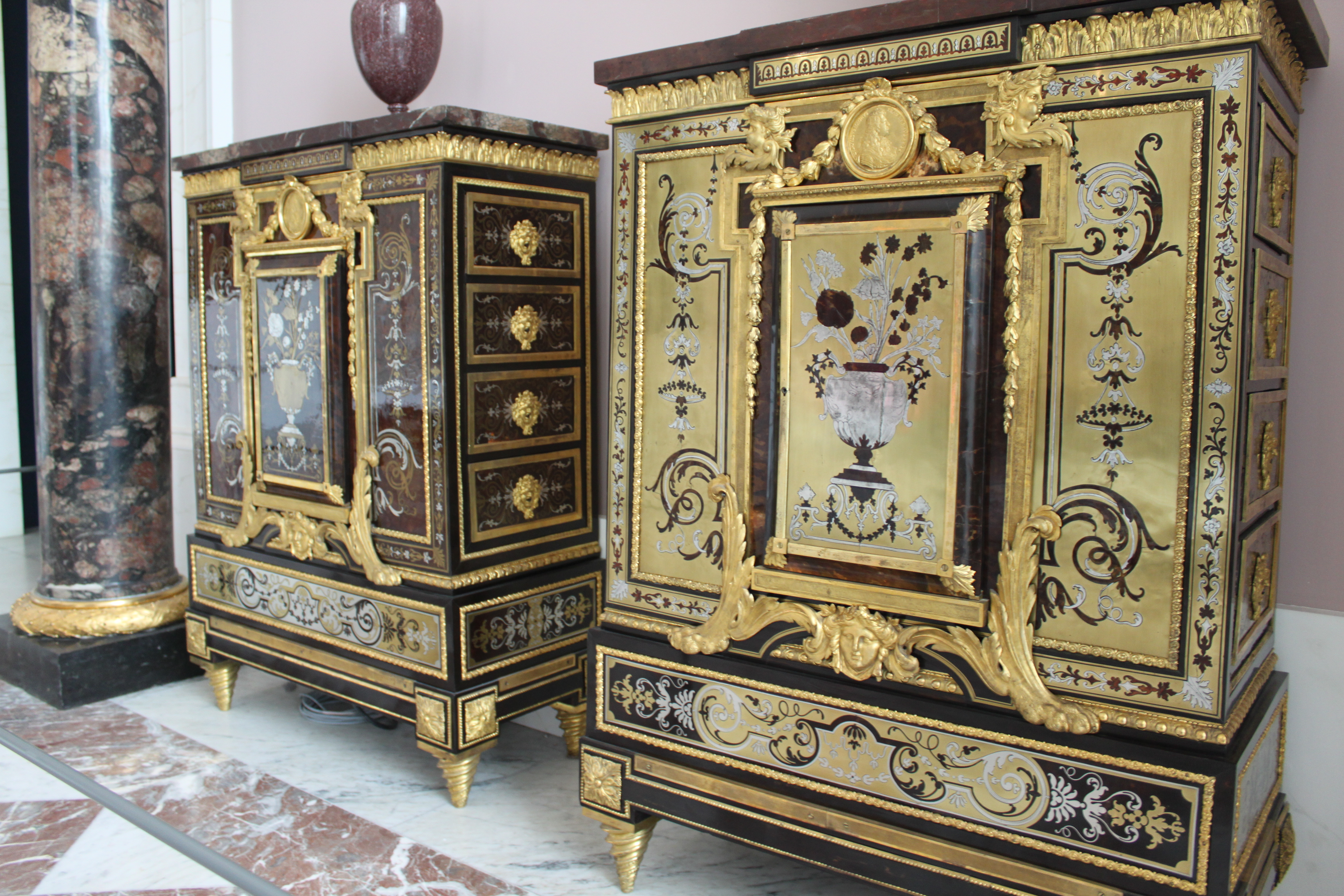
Два «низких кабинета». Ок. 1770. Лувр, Париж
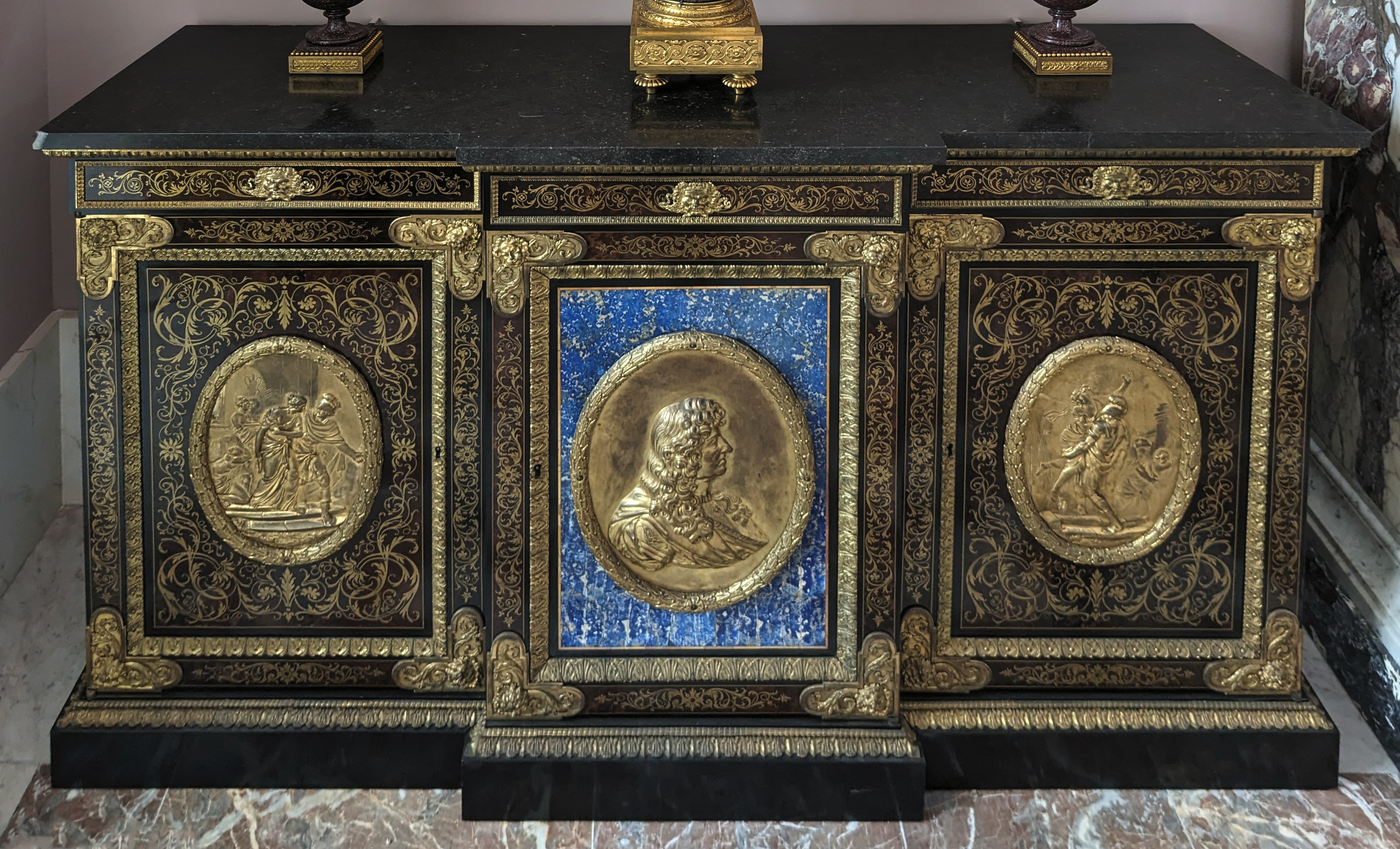
Армуар. Ок. 1780. Лувр, Париж
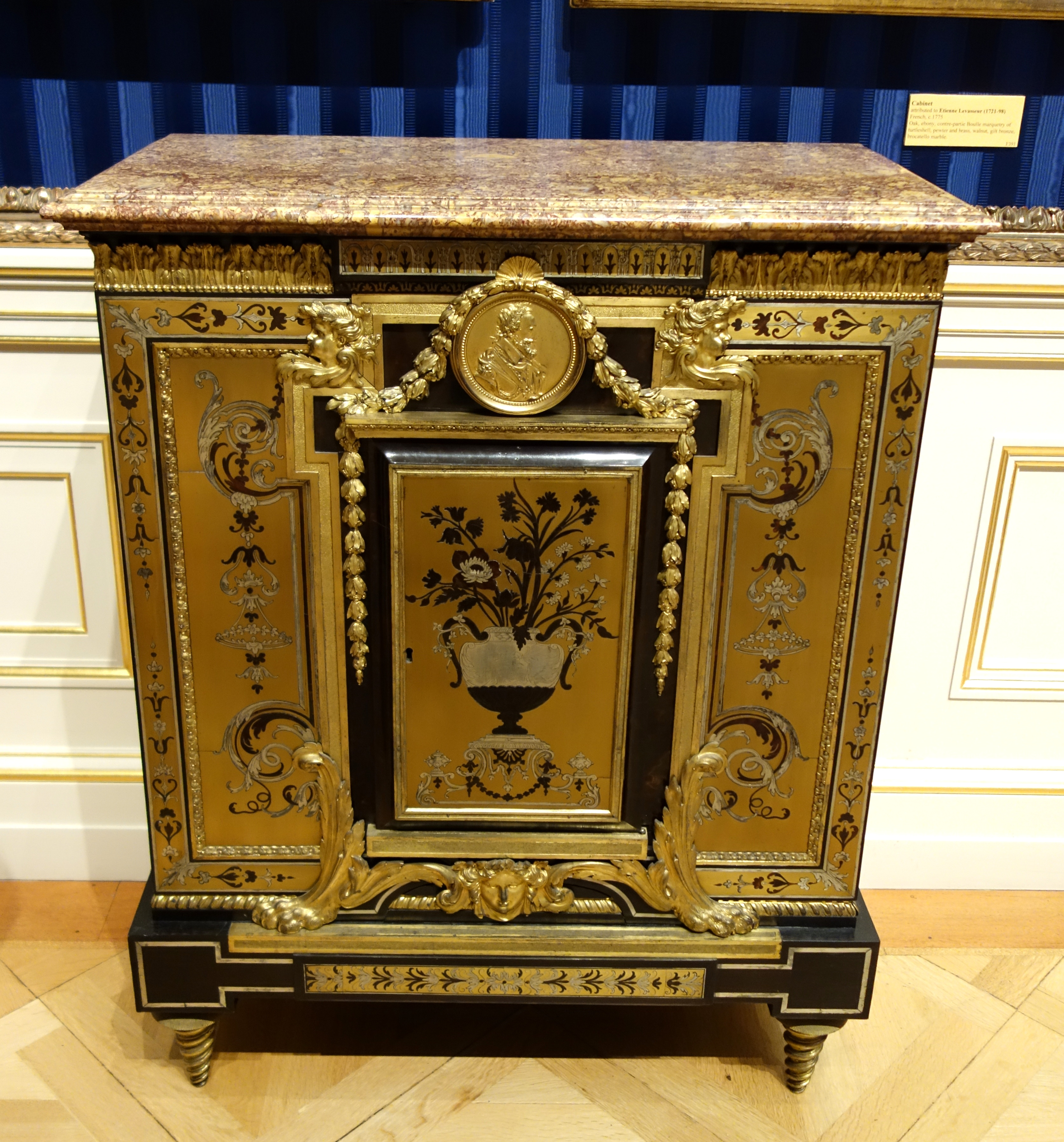
Кабинет. Ок. 1775. Собрание Уоллеса, Лондон
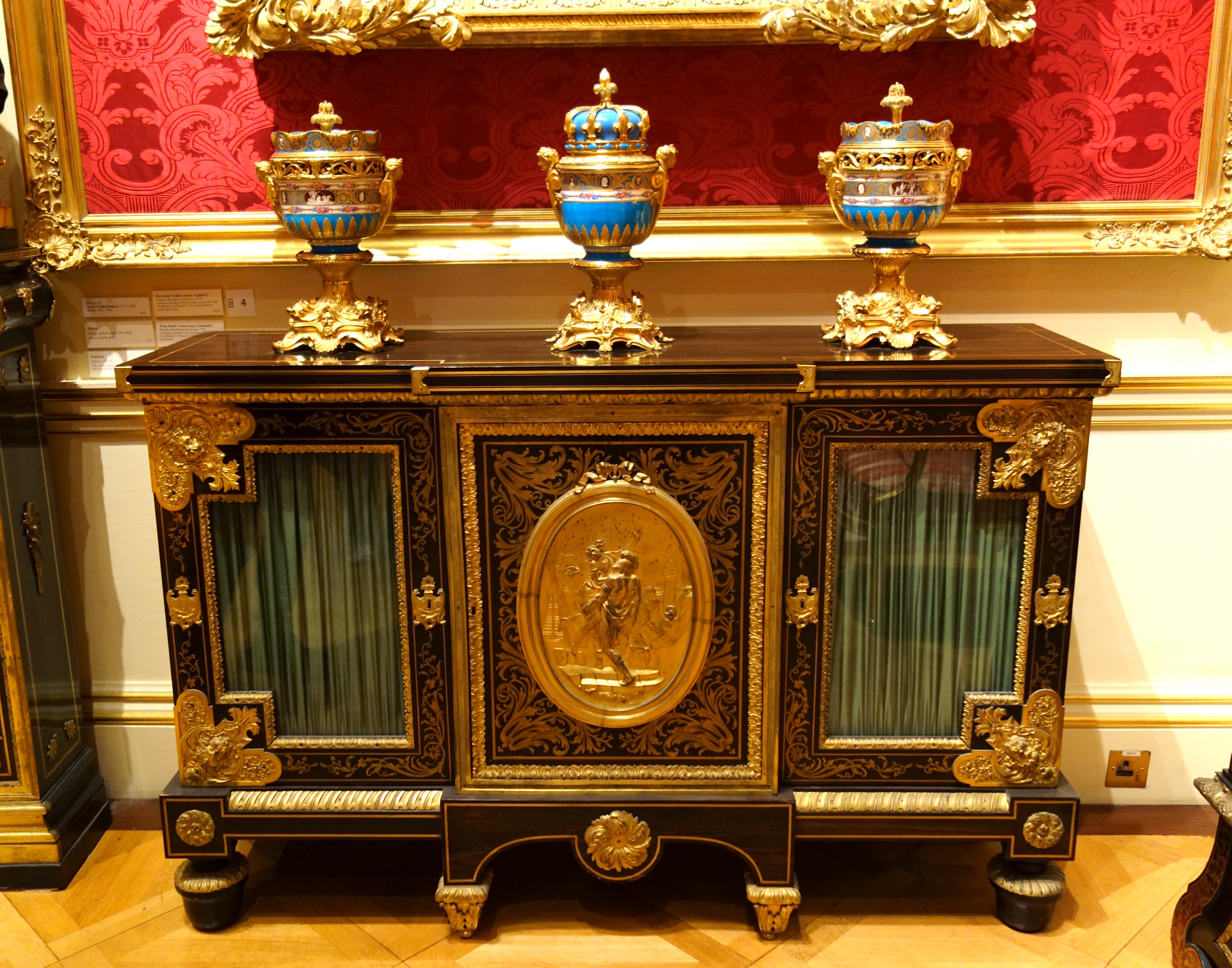
Кабинет. Ок. 1775. Собрание Уоллеса, Лондон
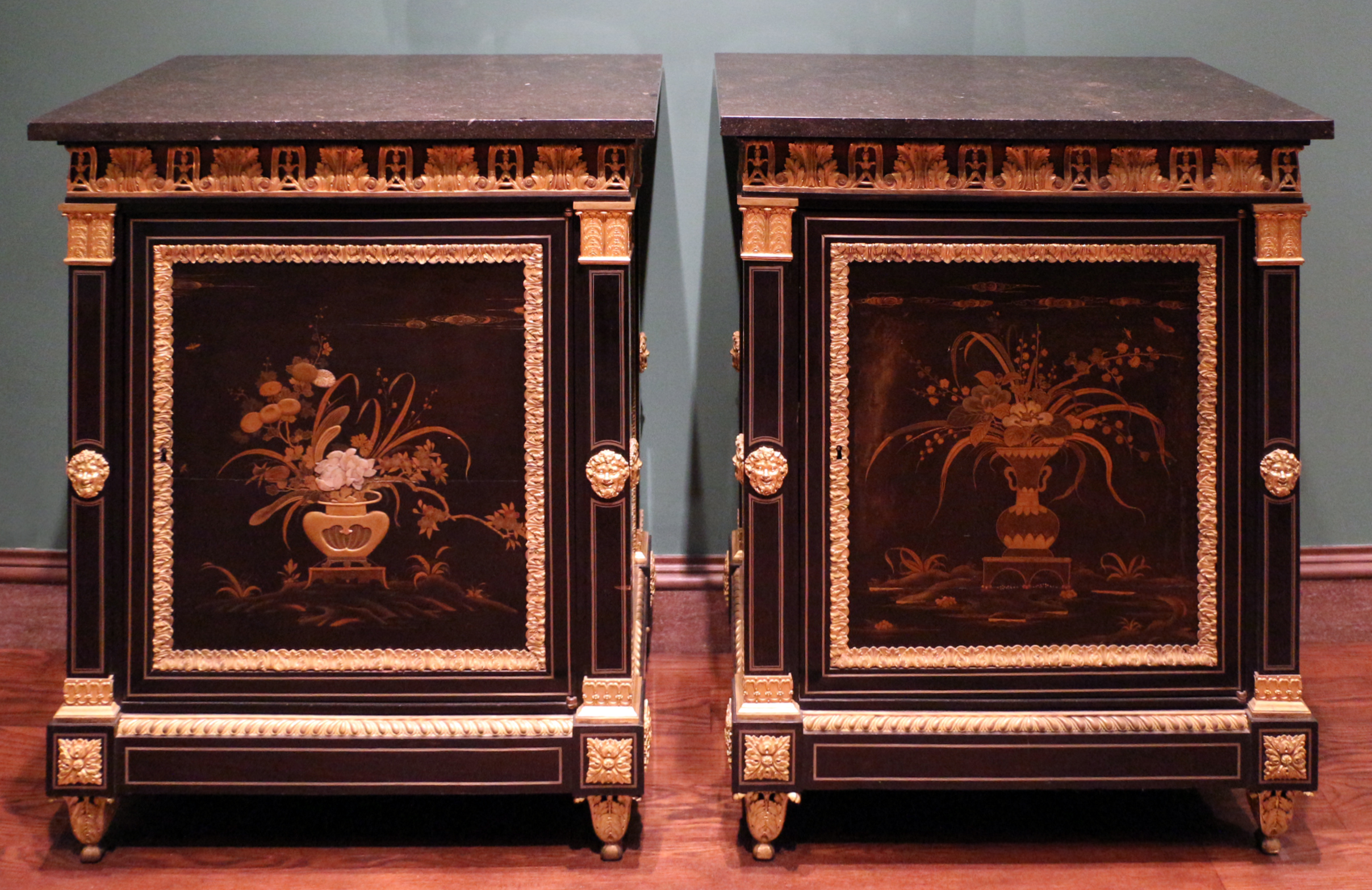
Два шкафчика. 1780-е. Музей искусств, Цинциннати, Огайо, США